# 第32回有馬記念
第32回有馬記念（だい32かいありまきねん）は、1987年12月27日に中山競馬場で施行された競馬競走（有馬記念）である。

## レース施行時の状況
二冠馬であったサクラスターオーとマックスビューティ、ダービー馬のメリーナイス、エリザベス女王杯でマックスビューティの牝馬三冠を阻止して優勝したタレンティドガール、そしてこの年の秋のレースで日本レコードタイを記録したダイナアクトレス、さらには前年の第31回有馬記念優勝馬のダイナガリバー等がファン投票、ないし推薦委員会による推薦で出走する事になり、この年は有力馬の揃い踏みであった。

## 出走馬と枠順
天候：晴れ、芝：良馬場。馬齢は旧表記（当時は数え年。現行表記は数え年から1を引く）。
※施行条件については有馬記念も参照。
出走頭数：16頭
| 枠番 | 馬番 | 競走馬名           | 性齢 | 騎手     | 単勝オッズ   | 調教師     | 馬主                   |
| ---- | ---- | ------------------ | ---- | -------- | ------------ | ---------- | ---------------------- |
| 1    | 1    | ハシケンエルド     | 牡5  | 飯田明弘 | 45.4（14人） | 中尾正     | 橋本博                 |
| 1    | 2    | ミスターブランディ | 牡6  | 津留千彰 | 42.6（13人） | 大和田稔   | 吉田善哉               |
| 2    | 3    | レジェンドテイオー | 牡5  | 郷原洋行 | 12.1（6人）  | 田村駿仁   | （有）貞文             |
| 2    | 4    | ダイナアクトレス   | 牝5  | 岡部幸雄 | 4.6（2人）   | 矢野進     | （有）社台レースホース |
| 3    | 5    | サクラスターオー   | 牡4  | 東信二   | 4.0（1人）   | 平井雄二   | （株）さくらコマース   |
| 3    | 6    | クシロキング       | 牡6  | 柴田善臣 | 52.4（15人） | 中野隆良   | 阿部昭                 |
| 4    | 7    | メジロデュレン     | 牡5  | 村本善之 | 24.1（10人） | 池江泰郎   | メジロ商事（株）       |
| 4    | 8    | ユーワジェームス   | 牡4  | 安田富男 | 12.7（7人）  | 新関力     | （株）ユーワ           |
| 5    | 9    | ダイナガリバー     | 牡5  | 増沢末夫 | 11.7（5人）  | 松山吉三郎 | （有）社台レースホース |
| 5    | 10   | アサカツービート   | 牡7  | 加藤和宏 | 53.0（16人） | 元石正雄   | 佐久間有寿             |
| 6    | 11   | トウカイローマン   | 牝7  | 大崎昭一 | 41.3（12人） | 中村均     | 内村正則               |
| 6    | 12   | スダホーク         | 牡6  | 柴田政人 | 37.5（11人） | 古山良司   | 須田松夫               |
| 7    | 13   | カシマウイング     | 牡5  | 的場均   | 16.7（9人）  | 飯塚好次   | 松浦安雄               |
| 7    | 14   | メリーナイス       | 牡4  | 根本康広 | 4.9（3人）   | 橋本輝雄   | 浦房子                 |
| 8    | 15   | タレンティドガール | 牝4  | 蛯沢誠治 | 15.9（8人）  | 栗田博憲   | 飯田政子               |
| 8    | 16   | マックスビューティ | 牝4  | 田原成貴 | 7.7（4人）   | 伊藤雄二   | 田所祐                 |

## レース展開
スタート時点での出遅れはなく、揃ったスタートで競走は開始された。
しかし、レースは大波乱となった。その大波乱の内容は、
1. スタート直後にメリーナイスがつまずき騎手の根本康広が落馬。
2. いつもならかかり気味に逃げ馬に絡んでいくミスターブランディが、妙に折り合ってしまい、レジェンドテイオーが淡々と逃げるスローペースになり、かかったり足を余した馬が多数[2]。
3. 第3コーナー通過直後にサクラスターオーが脚部に故障発生。第4コーナー通過後に騎手の東信二が異変を確認して下馬。
4. 1着は人気薄のメジロデュレンと2着はユーワジェームスとの4枠同士のゾロ目馬券で、連複[3]は163倍の当時としては超大穴の配当に[4]。

の４つであり、大きな番狂わせとなった。

## 競走結果
| 着順     | 枠番 | 馬番 | 競走馬名           | タイム | 着差      |
| -------- | ---- | ---- | ------------------ | ------ | --------- |
| 1        | 4    | 7    | メジロデュレン     | 2.33.9 |           |
| 2        | 4    | 8    | ユーワジェームス   | 2.34.0 | 1/2馬身   |
| 3        | 1    | 1    | ハシケンエルド     | 2.34.0 | ハナ      |
| 4        | 2    | 3    | レジェンドテイオー | 2.34.2 | 1 1/2馬身 |
| 5        | 1    | 2    | ミスターブランディ | 2.34.2 | ハナ      |
| 6        | 7    | 13   | カシマウイング     | 2.34.3 | クビ      |
| 7        | 2    | 4    | ダイナアクトレス   | 2.34.3 | アタマ    |
| 8        | 5    | 10   | アサカツービート   | 2.34.5 | 1 1/2馬身 |
| 9        | 3    | 6    | クシロキング       | 2.34.7 | 1馬身     |
| 10       | 8    | 16   | マックスビューティ | 2.35.0 | 2馬身     |
| 11       | 6    | 11   | トウカイローマン   | 2.35.1 | クビ      |
| 12       | 8    | 15   | タレンティドガール | 2.35.9 | 5馬身     |
| 13       | 6    | 12   | スダホーク         | 2.36.0 | 1/2馬身   |
| 14       | 5    | 9    | ダイナガリバー     | 2.36.0 | ハナ      |
| 競走中止 | 3    | 5    | サクラスターオー   | -      | (故障)    |
| 競走中止 | 7    | 14   | メリーナイス       | -      | (落馬)    |

### データ
| 1,000m通過タイム    | --.-秒 |
| 上がり4ハロン       | 47.8秒 |
| 上がり3ハロン       | 35.9秒 |
| 優勝馬上がり3ハロン | --.-秒 |

### 払戻
| 単勝式   | 7   | 2,410円  |
| 複勝式   | 7   | 800円    |
| 複勝式   | 8   | 400円    |
| 複勝式   | 1   | 780円    |
| 連勝複式 | 4-4 | 16,300円 |

## 達成された記録
- 連勝複式は有馬記念では当時最大の配当記録。

## エピソード
- サクラスターオーの騎手であった東は「事故が無ければ勝っていた」と語り、また故障発生の際に「穴ボコに入ってしまった様な感覚だった」と振り返っていた。
  - サクラスターオーは翌1988年5月に病状が悪化し、安楽死処分となった。
- メリーナイスの騎手であった根本も「落馬に付いて、競馬ファンの皆様には（落馬で）大いに迷惑を掛けてしまった」と振り返っていた。また落馬の要因を「このレースで長手綱にしたのが裏目に出た」との記述もあった。
  - 何れも下記参考文献より。